# Eremosyne
Eremosyne é um género monotípico de plantas com flor pertencente à família Escalloniaceae. Sua única espécie é Eremosyne pectinata Endl, sendo nativa do sudoeste da Austrália.
Historicamente era colocada na família Saxifragaceae. Mais tarde, foi colocada na sua própria família, Eremosynaceae, no sistema de Cronquist. Posteriormente incorporada na família Escalloniaceae, antes de ser restaurado para a familia Eremosynaceae no sistema APG II. Estudos recentes confirmaram a sua afinidade com a família Escalloniaceae e o Angiosperm Phylogeny Website actualmente inclui-o nesta família.